# Ctesiphon
Ctesiphon /ˈtɛsɪfɒn/ (tiếng Ba Tư: تيسفون Tīsfūn; tiếng Ả Rập: قطيسفون; tiếng Hy Lạp cổ: Κτησιφῶν, tiếng Syriac: ܩܛܝܣܦܘܢ; tiếng Ba Tư trung đại: 𐭲𐭩𐭮𐭯𐭥𐭭 tyspwn hay tysfwn, Hán-Việt: Tích Phong) là thủ đô của Đế quốc Parthia và Đế quốc Sassanid. Đó là một trong những thành phố lớn nhất vùng Lưỡng Hà cuối thời cổ đại. Những tàn tích của thành phố nằm trên bờ phía đông sông Tigris, bên kia sông là thành phố Hy Lạp Seleucia. Hiện nay phần còn lại của thành phố nằm ở tỉnh Baghdad, Iraq, khoảng 35 km về phía nam của thành phố Baghdad. Ctesiphon được xem là thành phố lớn nhất thế giới vào năm 570 cho đến khi bị quân Hồi chiếm năm 637.

## Tên gọi

Bản đồ vị trí Ctesiphon của nhà Sassanid

Tên Ctesiphon lấy từ tiếng Hy Lạp cổ đại Ktēsiphôn (Κτησιφῶν) là một kiểu Hy Lạp hóa của tên địa phương đã được dựng lại là Tosfōn hoặc Tosbōn. Trong sử liệu của Iran vào thời kỳ Sassanid đã được chứng nhận trong tiếng Parthia bằng Chữ Mani 𐫤𐫏𐫘𐫛𐫇𐫗 , mà tiếng Sassanid gọi là Trung Ba Tư và trong tiếng Sogdi của Kitô giáo là Pahlavi tyspwn, tiếp tục trong tiếng Tân Ba Tư gọi là تيسفون (tysfwn). Nguồn sử liệu của phái Cảnh giáo ở Syria nhắc đến nó như là Qṭēspōn (tiếng Syriac: ܩܛܝܣܦܘܢ) hay Māḥôzē (tiếng Syriac: ܡܚܘܙ̈ܐ), và trong các văn bản tiếng Ả Rập thời Trung Cổ tên thường gọi là طيسفون (Ṭaysafūn) hoặc قطيسفون (Qaṭaysfūn) trong tiếng Ả Rập hiện nay là al-Mada'in (المدائن). "Theo Yāqūt [...], dẫn lời Hamza, cái tên ban đầu là Ṭūsfūn hoặc Tūsfūn, được Ả Rập hóa như là Ṭaysafūn". Tên tiếng Armenia của thành phố là Tizbon (Տիզբոն). Ctesiphon được nhắc đến lần đầu tiên là trong Sách Ezra của Kinh Cựu Ước dưới tên gọi Kasfia/Casphia (từ phát sinh của tên dân tộc, Cas, và có cùng chung nguồn gốc của Caspian và Qazvin).

## Vị trí
Ctesiphon nằm ở Al-Mada'in, cách 20 dặm (32 km) về phía đông nam của thành phố nay là thủ đô Bagdad của Iraq, dọc theo sông Tigris. Ctesiphon có diện tích khoảng 30 km vuông (bằng 13,7 km vuông của thành Roma vào thế kỷ 4). Chỉ phần còn lại có thể nhìn thấy là mái vòm lớn Taq-i Kisra hoặc Tagh-e Kasra (nghĩa đen: mái vòm của Khosrau) giờ nằm ở thị trấn Iraq Salman Pak.

## Lịch sử

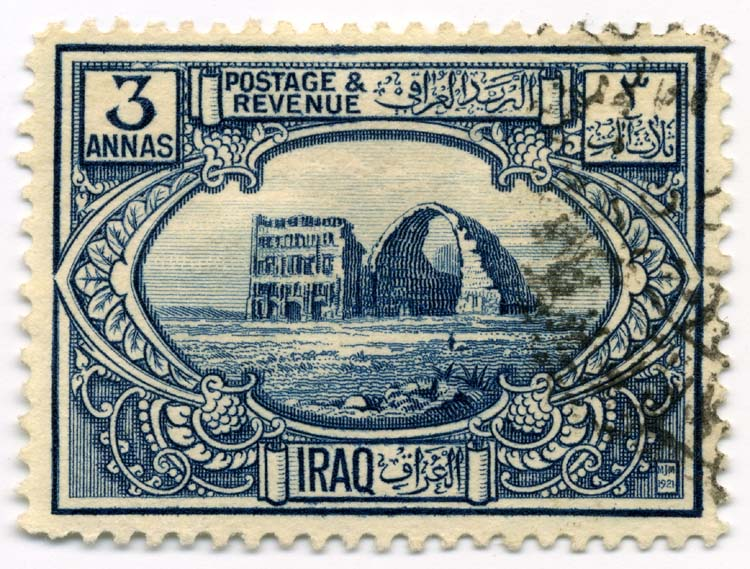
Tàn tích của Ctesiphon được mô tả trên một con tem bưu chính năm 1923 của Iraq

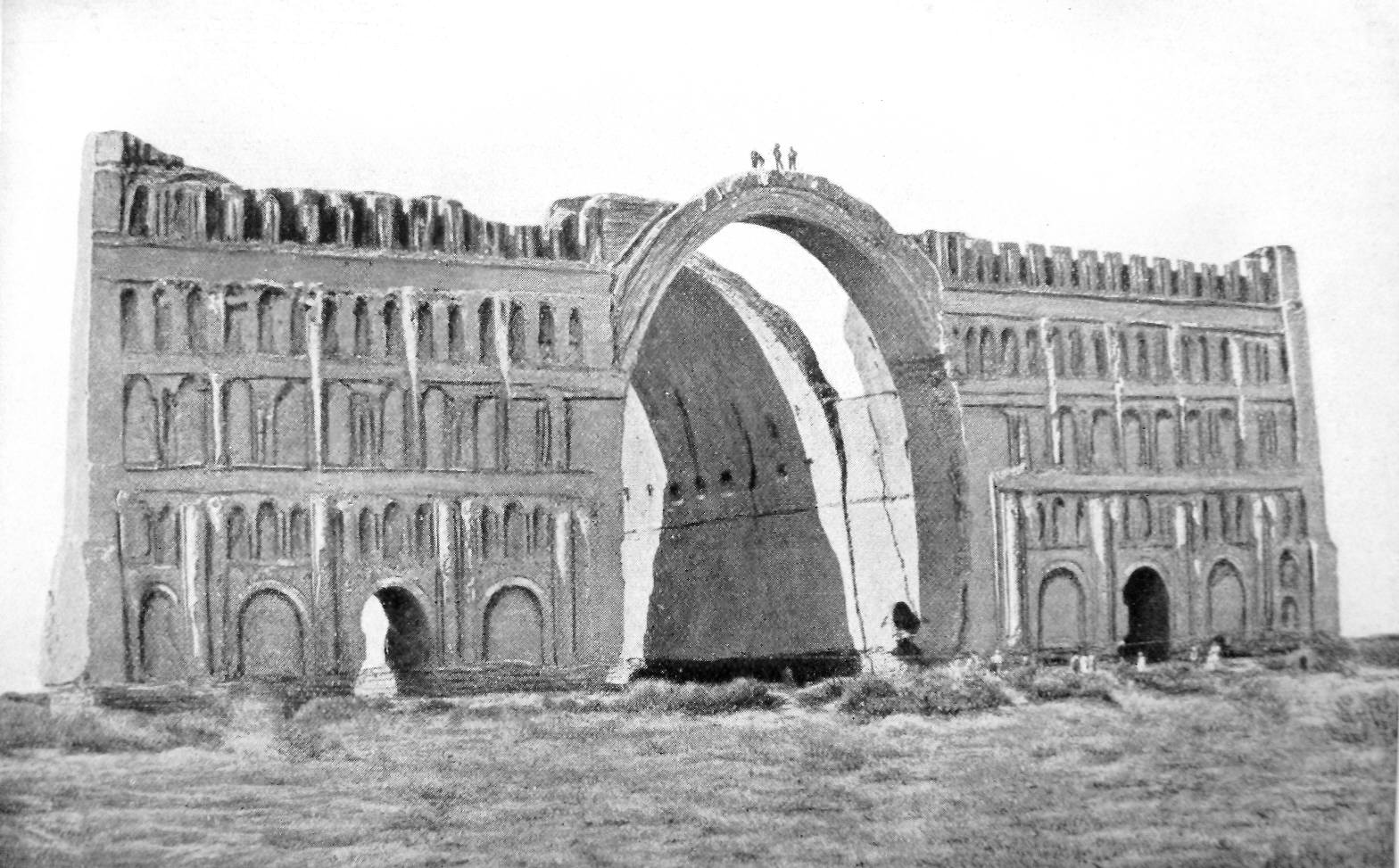
Tàn tích cung điện Ctesiphon năm 1864

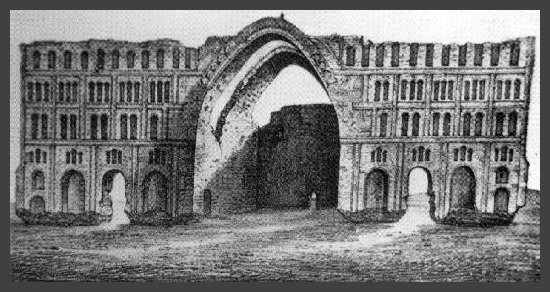
Ctesiphon vào năm 1824

Ctesiphon theo lời Strabo đã đóng vai trò quan trọng trong Đế quốc Parthia vào thế kỷ 1 trước Công nguyên và là chỗ dựa của chính phủ đối với hầu hết các nhà lãnh đạo của đế chế. Thành phố này nằm gần Seleucia, thủ đô của người Hy Lạp. Do tầm quan trọng của nó, mà Ctesiphon trở thành một mục tiêu quân sự lớn đối với các nhà lãnh đạo của Đế quốc La Mã trong cuộc chiến tranh phía đông của họ. Thành phố bị người La Mã chiếm đến năm lần trong lịch sử và ba lần trong cùng thế kỷ 2. Hoàng đế Trajan đã chiếm Ctesiphon vào năm 116, nhưng người kế vị ông, Hadrian đã quyết định sẵn sàng trả lại Ctesiphon vào năm 117 như là một phần của thỏa thuận hòa bình. Đại tướng La Mã Avidius Cassius đã chiếm Ctesiphon vào năm 164 trong một cuộc chiến tranh Parthia khác, nhưng đã bỏ rơi thành phố này khi hòa bình được vãn hồi. Năm 197, Hoàng đế Septimius Severus đã cướp phá Ctesiphon và bắt đi hàng ngàn cư dân của thành phố đem bán làm nô lệ.
Vào cuối thế kỷ thứ 3, sau khi người Parthia đã bị thay thế bởi nhà Sassanid, thành phố một lần nữa đã trở thành một nguồn xung đột với Roma. Năm 283, Hoàng đế Carus đã đích thân cầm quân cướp phá thành phố mà không có giao tranh trong suốt thời kỳ biến động trong nước. Năm 295, Hoàng đế Galerius đã bị đánh bại bên ngoài thành phố. Tuy nhiên, ông trở lại một năm sau đó với một sự trả thù và giành được một chiến thắng kết thúc việc người La Mã chiếm giữ thành phố lần thứ năm và cuối cùng vào năm 299. Ông trả lại nó cho vua Ba Tư Narses để đổi lấy vùng Armenia và phía tây Lưỡng Hà.
Sau khi chiếm được Antioch vào năm 541, Khosrau I đã tiến hành xây dựng một thành phố mới gần Ctesiphon cho những cư dân bị ông bắt được. Ông đã gọi thành phố mới này là Weh Antiok Khusrau hoặc nghĩa đen, "tốt hơn so với Antioch mà Khosrau xây dựng nên". Cư dân địa phương đã gọi thành phố mới này là Rumagan, có nghĩa là "thành phố của người Hy Lạp" và người Ả Rập gọi là thành phố al-Rumiyya. Cùng với Weh Antiok, Khosrau còn cho xây dựng một vài thành phố có tường thành bao bọc. Khosrau I còn trục xuất 292.000 dân cư, nô lệ, và các sắc dân bị chinh phục tới thành phố mới của Ctesiphon vào năm 542.
Hoàng đế Julianus đã bị giết sau một trận chiến bên ngoài dãy tường thành của thành phố vào năm 363 trong cuộc chiến chống lại Shapur II. Cuối cùng vào năm 627, Hoàng đế Đông La Mã Heraclius đã mang quân bao vây thành phố, thủ đô của đế chế Sassanid, và chỉ rút lui khi sau khi người Ba Tư chấp nhận đàm phán lời cầu hòa của mình.
Ctesiphon ít lâu sau rơi vào tay người Hồi giáo trong cuộc chinh phục Ba Tư của người Hồi vào năm 637 dưới sự chỉ huy quân sự của Sa'ad ibn Abi Waqqas trong thời kỳ cai trị của Hồi vương Umar. Tuy nhiên, dân chúng nhìn chung không bị tổn hại nhưng các cung điện và thành tựu của họ đã bị thiêu rụi. Mặc dù vậy, số phận chính trị và kinh tế đã dời sang nơi khác, thành phố mau chóng rơi vào sự suy thoái, đặc biệt là sau khi thành lập thủ đô Abbasid tại Bagdad vào thế kỷ 8, đã biến nó sớm trở thành một thị trấn hoang tàn không có người ở. Ctesiphon được cho là cơ sở cho thành phố Isbanir trong truyện Nghìn lẻ một đêm.
Những di tích của Ctesiphon còn là nơi diễn ra một trận đánh lớn trong Chiến tranh thế giới thứ nhất vào tháng 11 năm 1915. Quân Thổ-Ottoman đã đánh bại quân Anh đang cố gắng tiến chiếm Bagdad, và đuổi họ trở lại khoảng 40 dặm (64 km) trước khi bao vây người Anh ở Kut và bức hàng nguyên 1 sư đoàn Anh-Ấn.

## Khảo cổ
Một nhóm của Hội Nghiên cứu phương Đông Đức và Đại học Pennsylvania do Oscar Reuther dẫn đầu đã tiến hành khai quật ở Ctesiphon vào năm 1928-1929 và 1931-1932, chủ yếu là ở Qasr bint al-Qadi trên phần phía tây của di chỉ khảo cổ.
Vào cuối những năm 1960 và đầu những năm 1970, một nhóm nghiên cứu người Ý tại Đại học Turin dưới sự dẫn đầu của Antonio Invernizzi và Giorgio Gullini đã tiến hành công việc tại di chỉ khảo cổ, chủ yếu là làm công tác phục dựng tại cung điện của vua Khosrau II. Năm 2013, chính phủ Iraq đã ký hợp đồng để khôi phục lại Cổng Ctesiphon như một địa điểm thu hút khách du lịch.